# Rynge och Vallösa
Rynge och Vallösa est une localité de Suède dans la commune d'Ystad en Scanie.
Sa population était de 226 habitants en 2020.